# Hitradio Ohr
 (janvier 2022).
Si vous disposez d'ouvrages ou d'articles de référence ou si vous connaissez des sites web de qualité traitant du thème abordé ici, merci de compléter l'article en donnant les références utiles à sa vérifiabilité et en les liant à la section « Notes et références ».
Hitradio Ohr est une station de radio allemande au statut de radio privée régionale. Dans les faits, elle revêt plutôt un caractère local dans le Bade-Wurtemberg.

## Programme
Hitradio Ohr se concentre spécifiquement sur une communication et des services régionaux. Hitradio Ohr sponsorise de nombreux clubs sportifs comme le club de fistball, le FG Offenbourg. Chaque année, elle soutient 350 événements.
Sa cible principale est les auditeurs de 25 à 49 ans.

## Histoire
En juillet 1987, Radio Ohr est l'une des premières radios privées du Bade-Wurtemberg. Le nom est le fruit d'un concours. OHR est l'acronyme de Ortenauer Heimat Radio ; Ohr signifie aussi oreille en français.
Au cours des cinq premières années, la radio partage sa fréquence avec Radio Telstar Offenburg. Elle la récupère en entier quand Radio Telstar Offenburg ferme en décembre 1992.
Radio Ohr devient Hitradio Ohr en septembre 2003. À l'automne 2005, elle propose un programme de fidélité avec une monnaie virtuelle en collaboration avec 90 commerces qui attire 14 000 auditeurs.
Depuis cinq ans, Hitradio Ohr entretient des partenariats avec des stations de radio en Alsace. Avec Top Music, Virgin Radio et RFM, elle partage une rédaction et un bureau de publicité, Baden-Elsass-Kombi.
Depuis juillet 2008, elle lance une autre radio locale : Schwarzwaldradio – Classic Hits & Super Oldies, qui vise des auditeurs de plus de 35 ans.

### Source de la traduction
- (de) Cet article est partiellement ou en totalité issu de l’article de Wikipédia en allemand intitulé « Hitradio Ohr » (voir la liste des auteurs).